# Festung von Kasterc

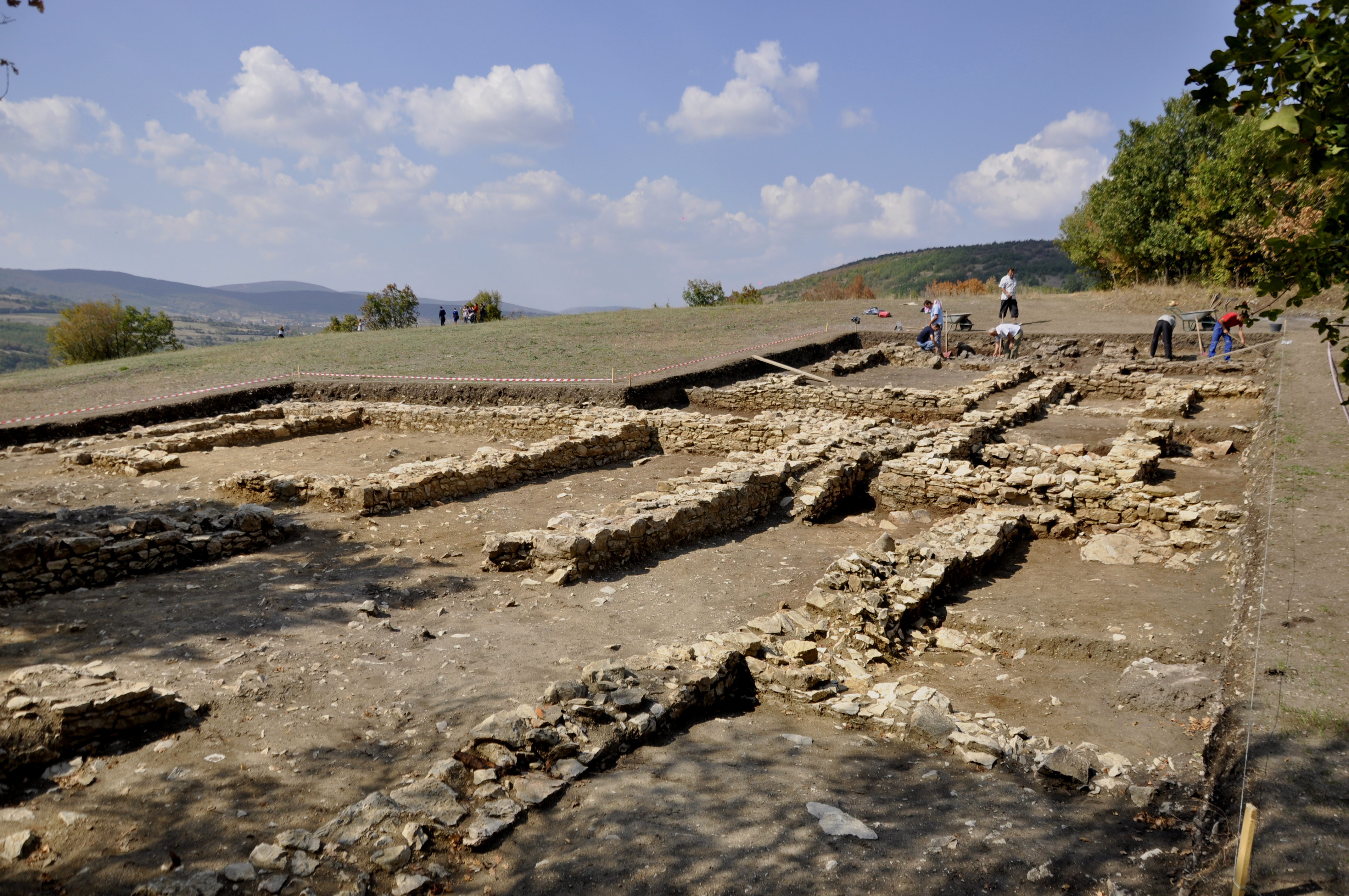
Ausgrabungsarbeiten auf dem Gelände im Spätsommer 2011

Die Festung von Kasterc (albanisch Fortifikata Hisari i Kastërcit) befindet sich im Süden des Kosovo auf dem Gebiet des namensgebenden Dorfes Kastërc (albanisch auch Kastercë, Kastër/i; serbisch Кострце Kostrce) rund zwölf Kilometer nordwestlich von Suhareka (albanisch auch Theranda). Die Festung entstand bereits in der Kupferzeit und wurde während der Zeit Kaiser Justinians I. ausgebaut. Auch im Mittelalter wurde sie weiterhin genutzt, jedoch als Nekropole. 
1986 erfolgten erste Grabungen, die einen Eindruck vom Umfang der Anlage vermittelten. Weitere Grabungen erfolgten in den Jahren 2010 und 2011 auf einer Fläche von 500 Quadratmetern. Dabei wurde auch eine frühchristliche Kirche freigelegt. Auch konnten Eisenbearbeitungswerkzeuge, Keramik, Schmuck und Münzen gesichert werden.